# إنريكو فيرمي
إنريكو فيرمي (29 سبتمبر 1901 - 28 نوفمبر 1954) فيزيائي إيطالي أمريكي حصل على جائزة نوبل في الفيزياء عام 1938، وكان ضمن الفريق الذي أنتج أول مفاعل نووي وأول القنبلة الذرية، وقام بإرساء نظرية الكم (بالإنجليزية: Quantum Theory).
كان فيرمي أستاذًا للطبيعة في جامعة روما، شديد الحماس لكشف أسرار الذرة، وذاع صيته في الأوساط العلمية لبحوثه المدققة التي كشف فيها عن العنصر رقم (93) في الجدول الدوري للعناصر الذي رتبه العالم الروسي مندليف عام 1869. وكان العنصر رقم (92هو اليورانيوم الذي أصبح فيما بعد ملء الأسماع لأنه كان سببًا في إنهاء الحرب. وكان مجال البحث الذي شغل به كثير من العلماء هو تحويل عنصر إلى آخر، كما كان الأمر في القرون السابقة عندما حاولوا تحويل الرصاص إلى ذهب، فذهبت كل محاولاتهم سدى. وقتئذ كانت ماري كوري قد كشفت عن عنصر «الراديوم» المشع، وعرف أنه بسبب هذه الخاصية، يعتبر مناسبًا للتحول إلى عنصر آخر. لكن جامعة روما لم تكن تستطيع أن تتحمل تكاليف شراء جرام واحد من الراديوم، ليجري عليه فيرمي أبحاثه، إذ كان المطلوب (34) ألف دولار.لكنه لم يتوقف وأجرى محاولاته على الغاز المشع الرادون الذي يتكون من تحلل الراديوم، وهو غاز يتوفر من مصادر طبيعية أخرى، إذ قام بوضعه داخل أنبوب اختبار مع مسحوق آخر، فوجده يطلق إشعاعات لعدة أيام ثم يتوقف، فكان هذا دليلاً على تحلله. واستنتج فيرمي أن أنبوبه يعمل كبندقية لإطلاق «النيوترونات» التي لا تحمل أي شحنات كهربية، ولذلك أسموها المحايدات، وكان عليه أن يبحث عن عناصر أخرى يواصل عليها تجاربه. ووجد ضالته بعد عنت في عنصر الفلورين الذي أعطى إشعاعًا قويًا، فتحول إلى قذف عنصر اليورانيوم - الذي يحمل الرقم (92) في جدول العناصر - فوجد أنه يعطي أكثر من عنصر مشع فظن أنه تحول إلى عنصر جديد غير معروف.
هرب فيرمي من يد الفاشية واستبداد النازية إلى أمريكا، فتلقفته جامعة كولومبيا في نيويورك، إذ كانت سمعته قد سبقته بأنه مكتشف العنصر رقم (93)، وكتبت صحيفة نيويورك تايمز قصة الإيطالي الذي حاول تحطيم ذرة اليورانيوم، فاكتشف عنصرًا جديدًا، وقتئذ لم يكن البحث العلمي قد عرف أن العنصر الواحد يمكن أن يكون له ثلاث صور متحدة في الخواص الظاهرية ولها خواص أخرى، وهو ما أطلقوا عليه النظائر Isotopes. وتبين أن العنصر (93) ليس غير نظير من نظائر العنصر (92) اليورانيوم، ولذلك فرقوا بينها بأوزانها الذرية، فكانت (يو 234، يو 235، يو 238). ووجد أن أكثر هذه النظائر قابلية للانشطار عندما يقذف بالنيوترونات هو النظير (يو 235)، لكن كانت العقبة أن نسبته ضئيلة في خام اليورانيوم ولا تتجاوز (0.7)%، الأمر الذي يعوق استخدامه بحالته الطبيعية، ويلزم رفع هذه النسبة إلى حوالي 4% أو 5% فيما يعرف بعملية «التخصيب النووي أو التثرية» (بالإنجليزية: Enrichment)، وذلك حتى يسهل توجيه النيوترونات إليه في الآلات التي تقوم بذلك، والتي كانت معروفة منذ عام 1929 باسم المعجل الرحوي (السيكلوترون) (بالإنجليزية: Cyclotron)، الذي صممه الأمريكي إرنست لورانس، لكي تكتسب الذرات عجلة تسارع بقوى طرد مركزية في مسارات المعجل الحلزونية.
لكن مقتضيات الحرب، لم تكن تناسب الولايات المتحدة الأمريكية لبناء معجل، ولا كان لديها قدر كاف من خام اليورانيوم. ولكن لأن الأمر أصبح مبشرًا بقرب تحقيق النجاح، بعدما اقترح فيرمي إمكان الاستغناء عن المعجل الرحوي بما أسماه «الركام» Pile، فقد قام أسطول من الطائرات بنقل قدر كاف من خام اليورانيوم من كندا والكونغو البلجيكي (زائير حاليًا)، ووضع تحت تصرف فيرمي الذي شرع مع زميله المهاجر المجري (الهنغاري) زيلارد Szilard في بناء ركام تجريبي ليكون بديلاً للمعجل الرحوي.

## مواجهة الركام بذكاء
كانت الفكرة الذكية للركام، هي طوق النجاة الذي أنقذ أبحاث فيرمي، حيث عمد وزميله إلى صف طبقات من اليورانيوم بعضها فوق بعض بحيث تتخللها طبقات أخرى من الجرافيت لتهدئ من سرعة انطلاق النيوترونات عندما تنقسم ذرات اليورانيوم. لكن هذا لم يكن أكثر من انقسام معملي، بينما طموح فيرمي يهدف إلى جعله انقسامًا متسلسلاً في توالٍ، ليتحقق ما قاله أينشتاين عن انطلاق الطاقة من المادة في عام 1905، فيما عرف بالنظرية النسبية الخاصة.
زكى هذا التوجه ما حملته الأخبار من أن هتلر أصدر أوامره إلى جميع العلماء للعمل في بحوث تقسيم الذرة لاستخدامها في الحرب. فشد فيرمي الرحال إلى العاصمة واشنطن، في محاولة لإقناع أي من المسئولين بجدوى تبني فكرة أن تفجير كمية من اليورانيوم يمكن أن تكون قوتها أكثر آلاف المرات من أي مفجر آخر. وهداه تفكيره مع زميله المجري إلى أن أنسب من يدق جرس الإنذار للمسئولين هو أينشتاين نفسه، نظرًا لمكانته العلمية وصلاته الواسعة، فضلاً عن أنه على دراية بما كان يجري في ألمانيا من بحوث في المجال نفسه.
أعد فيرمي رسالة يحث فيها الرئيس الأمريكي فرانكلين روزفلت على تبني بحوث تفجير الذرة وما وصلت إليه من مرحلة حاسمة وعرضها عليه، وقد وقع أينشتين الرسالة في أغسطس 1939، بعد أن أضاف إليها فقرة ذكية، نوهت بأن الألمان قد أوقفوا بيع اليورانيوم إلى الدول الأخرى، دلالة على تقدم بحوثهم عن الذرة، وختم الرسالة بقوله «إن الإنسان لأول مرة في التاريخ، سوف يستخدم الطاقة التي لا تأتي من الشمس».
على الفور قرر الرئيس روزفلت تشكيل لجنة «شئون اليورانيوم»، وبعدها أخذت البحوث الذرية في الولايات المتحدة مسارًا جديدًا، وحشد رهط العلماء الذين تركوا أوروبا هربًا من ديكتاتورية النازي، لاستكمال بحوثهم، بدعم مكثف من السلطات الأمريكية. كان من هؤلاء: أوتو هان الألماني، ونيلز بور الدانمركي، وجيمس شادويك البريطاني، وأوتو فريش وأندرسون السويسريان، وإميليو سيجريه الإيطالي، وإيرين جوليو الفرنسية وليز ميتنر النمساوية. وكل منهم له باع في بحوث الكيمياء والطبيعة الذرية، ولكن كان أكثرهم حماسًا هو «فيرمي» لأنه كان قاب قوسين أو أدنى من تقسيم الذرة بفكرة الركام.

## مفترق طرق
في 7 ديسمبر 1941، حدث تحول جذري في مسار الحرب، عندما قامت اليابان بقصف ميناء بيرل هاربر الأمريكي دون سابق إنذار وفي عملية مباغتة ناجحة، انتهت بتحطيم الجزء الأكبر من قطع الأسطول الرابض في مياه المحيط الهادي. كان ذلك بمنزلة صفعة قاتلة لهيبة أمريكا التي كان دورها مقصورًا على دعم الحلفاء، فكانت النتيجة الحتمية، إعلان أمريكا الحرب على اليابان، فسارعت ألمانيا وإيطاليا بإعلان الحرب عليها. وعلى إثر ذلك احتدم السباق بين الجبهتين المتقاتلين، للوصول لأسرار السلاح الذري، لكن الولايات المتحدة الأمريكية كانت قد قطعت شوطًا بعيدًا. وكانت نقطة الانطلاق أمام لجنة أبحاث اليورانيوم، هي محاولة تحطيم ذرات اليورانيوم 235، فضلاً عن أنه في عام 1941 نجح العالم الأمريكي إدوين ماكميلان في تخليق نظير اليورانيوم «يو 239»، والذي انتهى بعد سلسلة تفاعلات إشعاعية ليصبح البلوتونيوم 239، وتأكد إمكان انشطار ذراته إذا قذفت بالنيوترنات ذات السرعات البطيئة، ولاح بريق الأمل في ابتكار سلاح يمكن أن يحول دفة الحرب. لذلك اتخذت الحكومة الأمريكية قرارًا بضرورة الحفاظ على سرية الأبحاث الذرية، وشكلت لجنة عسكرية على رأسها الجنرال ليسلي جروفز L.Groves لتنظيمها وضمان سريتها، وأخذت اللجنة اسما كوديا هو مشروع مانهاتن. وقد وضعت اللجنة العسكرية أمامها عدة أهداف رئيسية لتحقيق مهمتها، منها تركيزالبحوث العلمية في جامعة واحدة، بدلاً من تعددها، واختارت جامعة شيكاغو لكي يتجمع فيها كل العلماء الأوربيين والأمريكيين، لمواصلة أبحاثهم عن استخدام الطاقة من ذرات اليورانيوم. وفي الوقت نفسه التمويه على مهمتهم، لكي لا يكشفها آلاف الطلبة والأساتذة، والعمل على توفير خام اليورانيوم من مصادره الطبيعية في كندا والكونغو، لتجميع قدر كاف لمواصلة الأبحاث، وكذلك الخامات المساعدة مثل الجرافيت النقي والبورون والكادميوم، ونقل المعامل التي بدأت فيها عمليات فصل نظير اليورانيوم 235، لإنتاج البلوتونيوم اللازم لإجراء أول انشطار نووي متسلسل. وعلى الفور تم نقل ركام «فيرمي» التجريبي من جامعة كولومبيا إلى جامعة شيكاغو، ليبدأ عمله في صالة كانت مخصصة للرقص، كما انتشرت حول الجامعة، المعامل والمخازن اللازمة لتجميع اليورانيوم والجرافيت النقي والكادميوم.
لتصور مدى الحماس في العمل فإن التحكم في الانشطار المتسلسل كان يتم بربط قضبان الكادميوم داخل أكوام اليورانيوم والجرافيت بالحبال، بحيث يمكن شدها للخارج أو للداخل للتحكم في معدل الانشطار. وعندما صدرت الأصوات من عدادات غايغر قرب الركام، كان ذلك علامة على حدوث الانشطار، ونجاح عملية التحكم فيه على الرغم من أنها كانت تبدو بدائية.

## الملاح وصل
تم ذلك بعد مرور أقل من شهرين على بداية العمل، وفي يوم 2 ديسمبر 1942 على وجه التحديد، تحقق الأمل المنشود الذي تأكد بالارتفاع الهائل في درجة الحرارة داخل الركام. وكان هذا النجاح هو باكورة نتائج مشروع مانهاتن، وغمرت الفرحة العلماء، فأبرقوا إلى الحكومة رسالة شفرية نصها: «الملاح الإيطالي وصل إلى الدنيا الجديدة». وأصبح يوم 2 ديسمبر 1942 هو المولد الحقيقي أو بالأحرى «الأكاديمي» لعصر الذرة وسيطرة العلماء على طاقتها. على الفور، بدأ تطوير ركام فيرمي، ببناء مفاعل تتوافر فيه إمكانات أكثر دقة، أعطى الاسم الكودي «اكس - 10» (x -10)، لكي يتم فيه تشعيع أو تثرية اليورانيوم، لإنتاج البلوتونيوم، وجهزت مضخات المياه لتبريد الحرارة العالية التي تصدر منه.
وفي الوقت الذي باشر فيه العلماء عملهم في جامعة شيكاغو، اشترى الجنرال «جروفز» ثلاث مساحات فسيحة في ثلاث ولايات مختلفة بعيدة عن العمران، وشرع في إقامة مدن سرية وتجهيزها، ووضع الخطط اللازمة لتوفير وسائل العمل والإعاشة والإخفاء والتأمين والترفيه اللازمة.
كانت أولى هذه المدن في ولاية تنيسي بجوار قرية اسمها أوك ريدج Oak Ridge وسط الولايات المتحدة، وأقيمت حولها مجموعة من المصانع اللازمة تحت اسم وهمي هو: «شركة كلينتون الهندسية» (Clinton Engineering Co)، وكانت مهمتها فصل اليورانيوم 235 من اليورانيوم 238 بعملية التثرية. لتصور ضخامة أداء هذه المصانع، تجدر الإشارة إلى أن أحدها كلف تصنيع مغناطيس كبير الحجم، وزنه يماثل وزن سفينة كبيرة، والطاقة الكهربائية، التي استخدمها مصنع آخر، كانت تعادل الطاقة التي تستهلكها مدينة نيويورك بكاملها، وكان يعد أكبر المصانع الأمريكية قاطبة.
وقد واصل العالم الأمريكي «لورانس» العمل في هذه المصانع حتى توافرت الكمية اللازمة من اليورانيوم 235، بفصله من اليورانيوم 238 بدرجة التثرية المناسبة لتصنيع القنبلة الذرية.
كما أقيمت ثانية المدن السرية في ولاية واشنطن بجوار نهر كولومبيا، في منطقة ليس بها غير قريتين صغيرتين. وقد أقيم في القرية الأولى ركام يتكون من ثلاثة أكوام ضخمة لتحويل اليورانيوم 235 إلى بلوتونيوم. بينما أقيم في القرية الثانية معسكر كبير يتسع لإقامة ستين ألفا من العاملين وأسرهم، تحت مسمى وهمي هو «شركة هانفورد الهندسية». وقد عمل هذا الجمع الكبير تحت إجراءات أمن صارمة. وما إن انتهى بناء الركام الضخم حتى أخلي معسكر العاملين وقاية لهم من الإشعاع، وللسبب نفسه أحيط الركام بجدران خرسانية سميكة، مبطنة بألواح الصلب، لمنع تسرب الإشعاع خارجه. وكان هذا أول استخدام للدروع الواقية من الإشعاع لأن الأمر أصبح مختلفًا عمّا كان عليه الركام التجريبي الصغير في شيكاغو. ولم يكن يسمح للانشطار أن يكتمل في الركام، ويوقف بدفع قضبان الكادميوم للتحكم فيه فور ظهور دلائل نجاح الانشطار. كما كانت أكوام الركام الثلاثة مقامة إلى جوار نهر، وعملت مضخات كبيرة لسحب المياه منه، لتبريد أكوام الركام، ثم تحويل المياه للتدفق بعد التبريد إلى المنخفضات المحيطة بالمنطقة لتصبح بحيرات صناعية.
أما ثالثة المدن السرية، فقداكتملت في منطقة جبلية بعيدة عن العمران في شمال نيومكسيكو، وكانت أقرب قرية إليها تقع على بعد 80 كيلومترًا، وأعدت المباني اللازمة لإقامة لفيف العلماء في موقع أطلق عليه اسم لوس الاموس Los Alamos، وقد طليت المنشآت باللون الأخضر لكي لا تفرقها الطائرات عن الأعشاب المحيطة بها، وفرضت عليها إجراءات أمن صارمة على مدى سنتين ونصف السنة، حيث تجمع فيها نجوم العلماء وكان أحدهم فيرمى. وكان تجمع هذه العقول الفذة، في «لوس الاموس» دلالة على أن المسرح الأمريكي أصبح مهيأ لصنع أول قنبلة ذرية، بتكامل العمل مع ما تم في المدن السرية الأخرى. وبنجاح فصل اليورانيوم 235، وإقامة الركامات الثلاثة، وإنتاج قدر كاف من البلوتونيوم،
أصبحت المهمة الباقية هي الإعداد لتجربة أول تفجير ذري، تتويجًا لمجهودات غير عادية استمرت على مدى ست سنوات، وأنفق عليها ما يربو على ملياري دولار. وكان لابد من الابتعاد عن «لوس الاموس» مسافة تقرب من (350) كيلو مترًا، في مكان يعرف باسم صحراء الامجوردو، حيث أقيم برج مرتفع من الصلب، وجهز بمعدات لرفع القنبلة الذرية إلى قمته، وكانت القنبلة التجريبية تحوي كيلوجرامًا واحدًا من اليورانيوم 235. وفي فجر يوم 16 يوليو 1945 أسقطت القنبلة من فوق البرج، فانطلقت الطاقة منها بعد جزء من الثانية. وخلال لحظات اختفى البرج، مع هدير انفجار مخيف، وضوء أكثر سطوعًا من الشمس. وبعد نصف دقيقة هبت عاصفة هوائية أزاحت قمم الجبال المجاورة، بينما ارتفعت في السماء سحابة كثيفة حتى ارتفاع (12) كيلومترا. وخلف الانفجار فجوة في الصحراء قطرها يقرب من كيلومتر، وتحولت مساحات كبيرة من الرمال إلى زجاج، وقدرت قوة الانفجار بأنها تعادل تفجير (20.000) طن من مادة (ت.ن.ت).
ولقد بهر العلماء الذين كانوا يرقبون الانفجار من معسكرهم البعيد، وعبر أكثرهم عن أنهم لم يكونوا يتوقعون أن تكون الطاقة المتولدة بهذا القدر من القوة، وأن تكون نتائجها بهذه البشاعة، وتأكدوا أن البشرية دخلت عصرًا جديدًا، وعلى الفور كلفت الحكومة الأمريكية عددًا من العسكريين الإعداد لتوجيه ضربة انتقامية لليابان، ردًا على مذبحة «بيرل هاربر».

## القنبلة الذرية

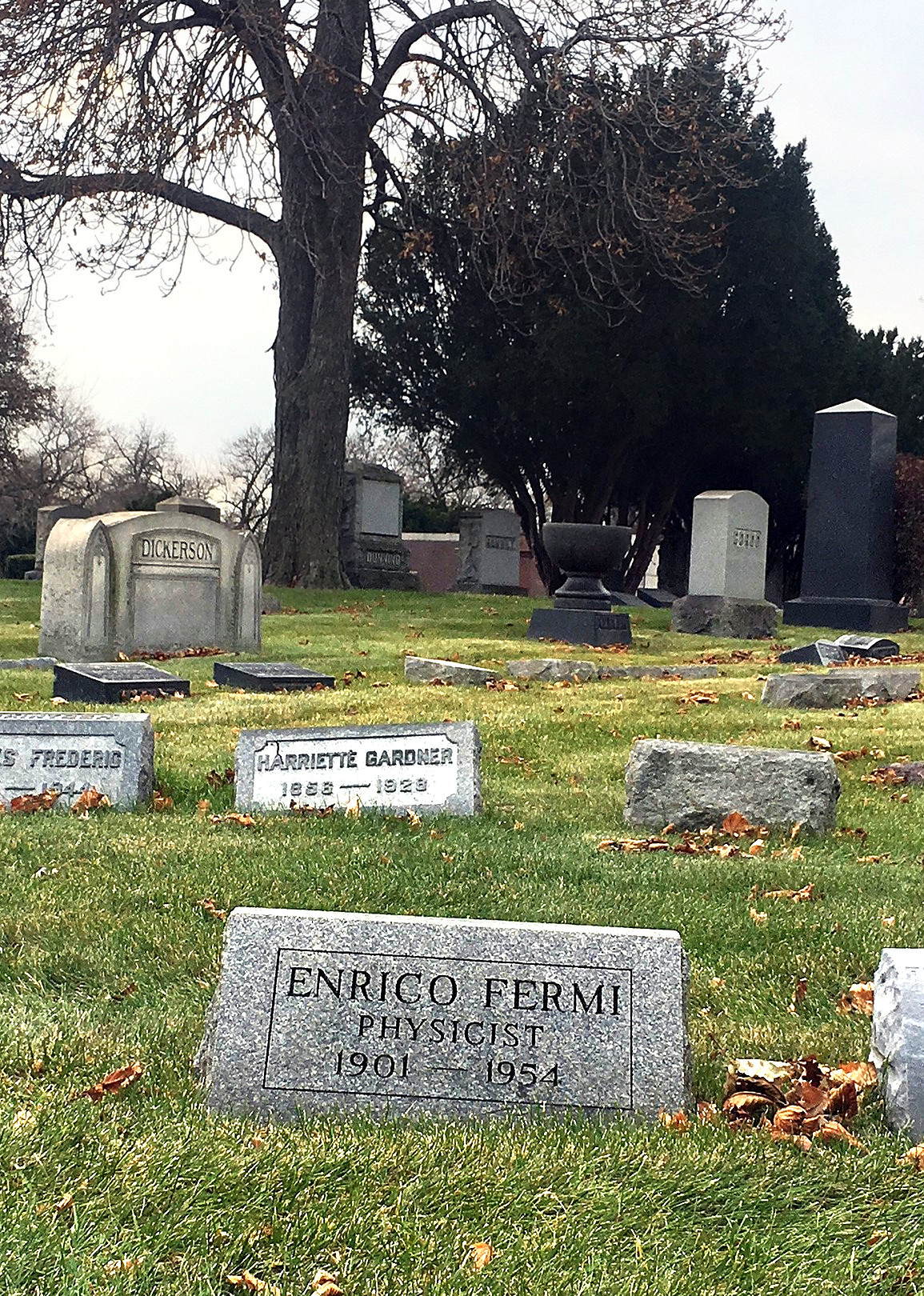
قبر فيرمي في شيكاغو

في يوم 26 يوليو 1945، وجهت أمريكا إنذارًا إلى اليابان بأن تستسلم خلال يومين، وقد رفض رئيس وزرائها هذا المطلب، فأتى الرد وفي الساعة الثامنة والربع من صباح يوم 6 أغسطس 1945 أي بعد عشرة أيام من الإنذار بالاستسلام، استيقظ العالم على كارثة تفجير القنبلة الذرية الأولى، التي حملتها إحدى قاذفات السلاح الجوي الأمريكي من طراز ب - 29، وأسقطتها فوق مدينة هيروشيما اليابانية. ولم تمض غير ثلاثة أيام حتى ألقيت القنبلة الثانية فوق مدينة نجاساكي، وكانت كوارثها أشد وطأة وأكثر بشاعة، وعلى الفور أعلنت اليابان الاستسلام.

## المصدر
مجلة العربي عدد نوفمبر 2006 حسب ترخيص ويكيبيديا:تصاريح بالنقل والاقتباس

## اقرأ أيضا
- تفاعل فيرمي
- مفاعل نووي

## روابط خارجية
- إنريكو فيرمي على موقع IMDb (الإنجليزية)
- إنريكو فيرمي على موقع الموسوعة البريطانية (الإنجليزية)
- إنريكو فيرمي على موقع مونزينجر (الألمانية)
- إنريكو فيرمي على موقع ميوزك برينز (الإنجليزية)
- إنريكو فيرمي على موقع إن إن دي بي (الإنجليزية)
- إنريكو فيرمي على موقع ديسكوغز (الإنجليزية)